# 김헌창
김헌창(金憲昌, ?~822년 음력 3월)은 신라의 왕족이자 장안국의 창건자로 태종 무열왕의 후손인 김주원의 아들이다. 관등은 이찬에 이르렀으며 헌덕왕 시절에도 여러 관직을 역임하였다. 웅천주도독일 때 과거에 김주원이 왕위에 오르지 못했던 일을 명분 삼아 822년 음력 3월 반란을 일으키고 국원경 등을 장악, 장안국을 건국했다가 신라군에 진압되어 자살하였다.

## 생애

### 관직 생활
807년 정월(애장왕 8년, 이하 모두 음력)에 관등은 이찬으로서 시중이 됐다가 810년(헌덕왕 2년) 전에 물러났다. 813년 정월 무진주 도독에 임명됐고 814년 8월 중앙으로 들어와 다시 시중에 올랐다가 816년 정월에 청주(菁州) 도독으로 물러났고 821년 4월에는 웅천주 도독으로 전임됐다.

### 반란 그리고 자살
822년 3월 과거에 아버지인 김주원이 원성왕에게 밀려 왕이 되지 못했음을 이유로 웅천주에서 반란을 일으켰다. 국호를 장안(長安), 연호를 경운(慶雲)으로 정했으며 4주(무진주, 완산주, 청주, 사벌주) 3소경(국원경, 서원경, 금관경)의 여러 군현을 복속시켰다. 청주도독 향영(向榮)은 추화군으로 도망갔고 한산주, 우두주, 삽량주, 패강진, 북원경 등은 김헌창에게 가담하지 않고 성을 지켰다.
3월 18일 완산주 장사(長史) 최웅(崔雄), 주조(州助) 아찬 정련(正連)의 아들 영충(令忠) 등이 수도 금성에 반란을 보고하자, 헌덕왕은 최웅과 영충에게 관직을 하사한 후 장웅(張雄)을 선발대로, 위공(衛恭)·제릉(悌凌)은 그 뒤를 잇게 하고, 김균정·김웅원(金雄元)·김우징 등이 삼군을 통솔하게 하였다. 김충공과 윤응(允膺)은 문화관문(蚊火關門)을 지켰다. 명기(明基)와 안락(安樂) 두 화랑이 종군을 청하기에 명기는 낭도들과 황산(黃山)으로, 안락은 시미지진(施彌知鎭)으로 가게 했다. 이에 김헌창은 장수를 보내 중요한 길목에 자리 잡고 관군을 기다렸다.
장웅은 도동현(道冬峴)에서, 위공과 제릉은 장웅과 합세한 후 삼년산성과 속리산에서, 김균정은 성산(星山)에서 김헌창의 군대를 격파한 뒤 모두 웅진성으로 진격하였다. 사세는 기울어 포위 공격 열흘 만에 김헌창은 자살하고 부하들이 목을 잘라 머리와 몸을 따로 묻었다. 성이 함락되어 김헌창의 시체는 또 베어지고, 일가와 수뇌급 239명은 주륙당하고, 나머지 사람들은 석방되었다. 반란 진압에 공을 세운 녹진에게 대아찬 벼슬을 내렸으나 사양하고 받지 않았다. 삽량주에 속한 굴자군은 지리적으로 장안국과 가까웠으나 가담하지 않아 7년 동안 조세를 면제하였다. 825년 정월 아들 김범문이 북한산주에서 재차 반란을 일으켰지만 패사하였다.

## 계보
- 아버지 : 명주군왕 김주원
- 어머니 : 정숙왕후박씨(貞淑王后朴氏)
  - 형 : 김종기
  - 형수 : 원화부인박씨(元和夫人朴氏)
  - 동생 : 김신
    - 아들 : 김범문(金梵文) - 825년 고달산 산적 수신(壽神) 등 100여 명과 반란을 일으켜 수도를 남평양(南平壤)에 정하고자 북한산주를 공격했지만, 북한산주도독 총명(聰明)에게 진압되어 죽었다.
    - 아들 : 김분(金水+分)

## 같이 보기
- 통일신라
- 한국의 역사

## 참고 문헌
- 《삼국사기》10권 신라본기 제10 헌덕왕